# Himingläva
Himingläva er en rekonstruret vikingeskib. Det er fremstillet på basis af den største af de tre små både, som blev fundet sammen med Gokstadskibet i sandefjord i Norge.
Navnet, Himingläva stammer fra havguden Ægirs ni døtre i den nordiske mytologi. Døtrene er navngivet efter forskellige typer bølger, og Himingläva er "bølgen som himlen lyser igennem".

## Historie
Himingläva blev bygget med henblik på at gennemføre Ingvar den vidfarnes rejse, og det blev fremstillet i 1998-2001.
I 2004 gennemført Föreningen Vittfarne denne rejse under navnet Expedition Vittfarne i Himingläva og en besætning på op til 9 personer. Båden sejlede både til Sortehavet og det Kaspiske Hav, og sejlede via forksellige floder igennem Georgien og Azerbajdzjan. 
SVT lavede en 60 minutters dokumentarfilm om ekspeditionen i 2004. Dette resulterede i flere indbydelser og deltagelser i forskellige begivenheder, heriblandt et vikingemarked på Lofoten i 2005, Vikingaveckan på Adelsö i 2005, Vikingafestival på Stallarholmen i 2006, Vikingamarknad i Saltvik, Åland i 2006 og 2007 samt Vikingamarknad i Lummen, Belgien i 2006. 

## Beskrivelse
Skibet er 9,75 m langt og 1,86 m bredt på det bredeste sted. Det har en vægt på omkring 400 kg uden last, og et 16 m2 råsejl. Det er bygget i skovfyr og har tre par årer.